# Thondrakiens
Les Thondrakiens étaient les membres d'une secte chrétienne, considérée comme hérétique et sans doute apparentée aux Pauliciens, qui se développa en Arménie entre le IXe siècle et le XIe siècle.